# George Jeffreys (1er baron Jeffreys, 1878-1960)
Pour les articles homonymes, voir George Jeffreys.
George Darell Jeffreys (8 mars 1878 - 19 décembre 1960) est un commandant militaire britannique et un député conservateur.
Jeffreys fait ses études au Collège d'Eton et à Sandhurst avant d'entrer dans les Grenadier Guards. Il participe la seconde guerre des Boers et à la Première Guerre mondiale. À la suite de l'armistice, il commande une division dans les forces occupant l'Allemagne, puis exerce divers commandements jusqu'à sa retraite de l'armée en 1938.
À partir de 1925, il est magistrat et conseiller de comté dans le Hampshire. En 1941, il est élu à la Chambre des communes pour la circonscription de Petersfield. Il prend sa retraite du Parlement aux élections de 1951 et est créé pair l'année suivante, sous le nom de baron Jeffreys.

## Jeunesse et famille
George Darrell Jeffreys est né le 8 mars 1878. Son père, Arthur Frederick Jeffreys, est un propriétaire foncier rural, avec un domaine à Burkham, près d'Alton, Hampshire, qui est élu au Parlement, en tant que conservateur pendant près de trente ans. Il épouse Amy Fenwick en 1877 et ont quatre enfants, George et ses trois jeunes sœurs .
Jeffreys fait ses études au Collège d'Eton avant d'entrer au Collège militaire royal de Sandhurst. Il quitte Sandhurst en 1897 et est nommé sous- lieutenant dans les Grenadier Guards le 3 mai 1897 .
En 1905, il épouse Dorothy, vicomtesse Cantelupe. Elle est la veuve de Lionel Sackville, vicomte Cantelupe, le fils aîné du comte De La Warr, un officier du Royal West Kent Regiment, décédé quelques mois après leur mariage en 1890. Ils ont un fils, Christopher, un capitaine dans les Grenadier Guards, qui est mort dans la bataille de France en 1940 .

## Carrière militaire
Avec son régiment, Jeffreys participe à l'expédition au Soudan de 1898 et assiste à la bataille d'Omdurman . Il est promu lieutenant plus tard cette année-là, le 28 novembre 1898  et sert  dans la seconde guerre des Boers, en 1900–1901 et de nouveau à partir d'avril 1902 . Après la fin de la guerre deux mois plus tard, il revient avec la plupart des hommes des régiments de la garde à bord du SS Lake Michigan, qui arrive à Southampton en octobre 1902 . Il reste en service régimentaire, promu capitaine en octobre 1903 et major en octobre 1910, jusqu'à ce qu'il soit promu au commandement du Guards Depot en juin 1911.
Au déclenchement de la Première Guerre mondiale en août 1914, Jeffreys rejoint son régiment et sert avec le Corps expéditionnaire britannique. Il participe à la bataille de Mons avec le 2e bataillon,  et est promu pour le commander en juin 1915, avec le grade temporaire de lieutenant-colonel . Il reste avec le bataillon jusqu'en janvier 1916, date à laquelle il est promu au commandement de la 58e brigade d'infanterie de la 19e division (ouest), avec le grade temporaire de Général de brigade. Il quitte le commandement de la brigade le 3 mai, mais est reconduit pour commander la 57e brigade d'infanterie, dans la même division, le 21 juillet, au milieu de la bataille de la Somme. Le 30 décembre, il est transféré au commandement de la 1re brigade de la garde, occupant le commandement pendant la majeure partie de 1917 jusqu'à ce qu'il revienne à la 19e division en tant que nouveau commandant en septembre, avec une promotion correspondante au grade de général de division temporaire. Il commande la division jusqu'à la fin de la guerre, période pendant laquelle elle combat lors de la Bataille de Passchendaele, de l'offensive allemande de printemps et de la dernière Offensive des Cent-Jours .
Pendant la guerre, Jeffreys est gravement blessé, mentionné neuf fois dans des dépêches, et nommé compagnon de Saint-Michel et Saint-George (en 1916) et compagnon du bain (en 1918). Il reçoit également une série de décorations étrangères; l'Ordre de Saint-Stanislas (2e classe) de Russie; Commandeur de l'Ordre de la Couronne, Grand Officier de l'Ordre de Léopold et Croix de Guerre du gouvernement belge; commandeur de la Légion d'honneur et la Croix de Guerre des Français; chevalier de l'ordre norvégien de Saint-Olav, l'Ordre japonais du soleil levant (2e classe); et grand croix de l'ordre roumain de la couronne.
Après l'armistice de novembre 1918, la division reçoit des ordres de démobilisation en décembre  et en février 1919, Jeffreys est transféré à la 30e division . La 30e Division est affectée aux ports de la zone arrière et est par la suite démobilisée . Il est alors envoyé pour commander la division légère de l'armée britannique du Rhin, les forces d'occupation en Allemagne, et en 1920 il retourne en Angleterre en tant que major-général commandant la brigade des gardes et officier général commandant le district de Londres.
Il quitte le commandement du district de Londres en 1924 et passe deux ans à demi-solde jusqu'à ce qu'il soit nommé à la 43e division d'infanterie (Wessex) de l'armée territoriale en 1926. Il est promu lieutenant général en 1930, et de nouveau placé à la demi-solde, mais est nommé au commandement du sud en Inde en 1932. C'est son dernier poste actif et il l'occupe jusqu'en 1936, après avoir été promu général en 1935.
De 1936 à 1938, il occupe le poste honorifique d'aide de camp auprès du roi et prend sa retraite de l'armée en 1938. À la retraite, il est colonel honoraire du 48th Searchlight Regiment, Royal Artillery (plus tard 583rd (Hampshire) Heavy AA Regiment) de 1938 à 1948, colonel du Royal Hampshire Regiment de 1945 à 1948 et des Grenadier Guards de 1952 à sa mort.

## Carrière politique
La carrière politique de Jeffreys commence en 1926, lorsqu'il est élu conseiller du Hampshire County Council. Il quitte le conseil en 1932, lors de son affectation en Inde, mais est réélu après son retour en 1937; en 1941, il est nommé conseiller municipal. À partir de 1938, il est nommé président de l'Association de l'armée territoriale du Hampshire et du Comité de défense civile du comté, et en 1940, lors de la formation de la Home Guard, il en est devenu l'organisateur du comté. Il travaille comme magistrat, devenant président du banc du comté de Basingstoke en 1925 et continuant de siéger jusqu'en 1952, à l'exception d'une période de quatre ans pendant son affectation indienne.
Lors d'une élection partielle en temps de guerre en 1941, il est élu conservateur à la Chambre des communes pour Petersfield dans le Hampshire et occupe le siège jusqu'à sa retraite en 1951.
L'année suivante, il est élevé à la pairie en tant que baron Jeffreys, de Burkham dans le comté de Southampton . En décembre 1960, il meurt à l'âge de 82 ans et est remplacé dans la baronnie par son petit-fils Mark, son fils Christopher ayant été tué au combat en mai 1940.

## Sources
- "JEFFREYS, 1er Baron". (2007). Dans Who Was Who . Edition en ligne
- Quarterly Army List for the quarter ending 30th June 1919, London, HMSO, 1919 (lire en ligne)